# 長尾頼景
長尾 頼景（ながお よりかげ）は、室町時代前期から中期にかけての武士。越後国守護代。越後長尾氏4代当主。

## 略歴
守護代を務めた長尾高景の末子・長尾景房の子として誕生。嫡流は頼景の伯父・長尾邦景が継いだため、景房・頼景父子は守護・上杉房朝に仕えた。ところが、宝徳元年（1449年）に上杉房定が守護になると房定と邦景が対立し、翌年には邦景が房定によって切腹に追い込まれ、これに憤慨した邦景の嫡男・実景が反乱を起こした。このため、房定は頼景と飯沼頼泰に命じてこれを討った。
邦景父子滅亡後、頼景は守護代に就任して飯沼頼泰・千坂定高と共に国政を掌握した。折りしも関東では、上杉氏と古河公方・足利成氏の間で享徳の乱が発生しており、文正元年（1466年）には関東管領・山内上杉家の断絶により、急遽13歳の上杉顕定（房定の子）がその後継者となったために、実父である房定が上杉軍の事実上の総帥となって関東に留まった。そのために頼景が越後の留守を預かって政務を担当した。
玄孫景虎に至るまでの越後長尾氏の基礎を築いた人物といえる。